# Marianen-Truthahnschießen
Die „Truthahnschießen“ (The Great Marianas Turkey Shoot) genannte Luftschlacht fand bei den Marianen im Pazifikkrieg am 19. Juni 1944 während der Schlacht in der philippinischen See statt. Die Bezeichnung geht auf Commander Paul D. Buie von der Staffel VF-16 der Lexington zurück, der die Luftkämpfe mit einem Truthahnschießen verglich.

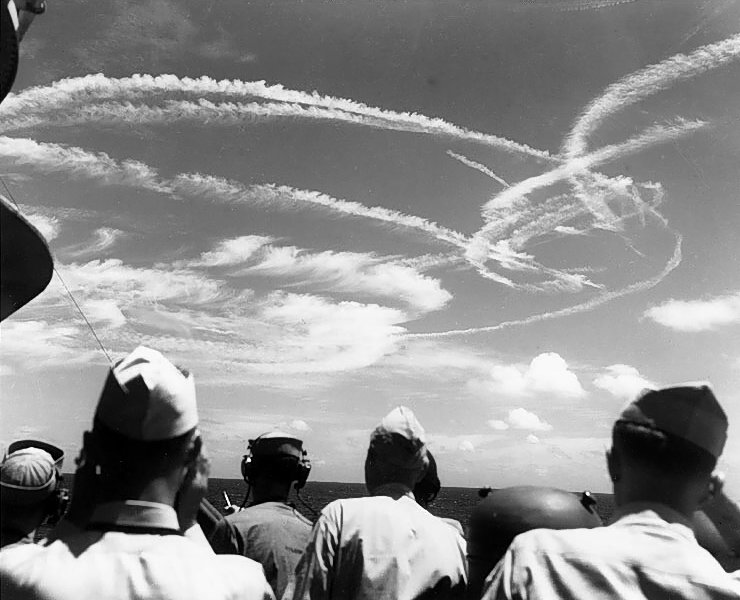
Kondensstreifen am Himmel während der Schlacht

Die US-Einsatzgruppe 58 unter Vizeadmiral Marc Andrew Mitscher startete einen Landungsangriff auf Saipan, die Hauptinsel der nördlichen Marianen. Die in der Nähe befindlichen japanischen Flugzeugträger versuchten, diese Landung zu verhindern, und starteten insgesamt 372 Maschinen. Während der Schlacht gingen 242 dieser Maschinen durch amerikanische Flak und Angriffe von circa 300 amerikanischen Jagdflugzeugen vom Typ Grumman F6F Hellcat verloren. Weitere 50 Flugzeuge büßte die japanische Flotte auf dem Rückzug nach Guam ein. Die Amerikaner verloren hingegen nur 29 Maschinen.
Da die Abschussquote mit ca. 10:1 sehr hoch war, sprachen die amerikanischen Piloten sarkastisch von einem großen „Truthahnschießen“. Bezug genommen wird dabei auf die Wehrlosigkeit von Truthähnen, im Deutschen wird ähnlich der Begriff „Tontaubenschießen“ verwendet.
Der Grund dieses desaströsen Abschneidens der japanischen Luft- und besonders Seeluftstreitkräfte lag vornehmlich an der geringen Erfahrung ihrer Piloten und an einer verfehlten Taktik. Auf US-Seite wurden die Erfahrungen der Schlacht um Midway umgesetzt. Für Command and Control standen ausreichend Funkkanäle zur Verfügung; auf den Einheiten war durch Einführung von Operationszentralen (OPZ) die Führung der Einheiten und Verbände effizienter geworden. Der Jägerschirm wurde aus den OPZ mit Hilfe moderner Radargeräte gezielt auf die japanischen Angriffswellen angesetzt. Die Flak hatte Granaten mit Annäherungszünder eingeführt, die durch den Schirm der Jäger geschlüpfte japanische Flugzeuge bekämpften.
Aufgrund der früheren Erfahrungen gegen die Zero hatten die amerikanischen Marine-Jagdpiloten die strikte Anweisung, sich nur noch in Dogfights zu begeben, wenn sie in der Überlegenheitsposition waren. Die konsequente Auswertung der Flugleistung erbeuteter und geborgener Feindflugzeuge hatte ergeben, dass die japanischen Kolbenmotoren in bestimmten Flughöhen und Geschwindigkeiten katastrophale Leistungslücken aufwiesen. Auch wurde ermittelt, woher die japanischen Flugzeuge ihre zu Beginn des Krieges weit überlegenen Flugleistungen hatten: Japanische Flugzeuge verfügten nur über eine minimale bis gar keine Panzerung zum Schutz der Besatzungen und wichtiger Flugzeugbauteile. Diese Erkenntnis führte zur Entwicklung verschiedener Luftkampf-Taktiken, bei deren Anwendung durch Timing, Höhenstaffelung der Angriffswellen usw. die Japaner zum Angreifen in für sie nachteilige Positionen gezwungen wurden. Die Ausbildung der US-Piloten wurde systematisch verbessert und die neuen Flugzeuge besaßen nun auch immer bessere Leistungen, mit denen der frühere Vorsprung der Japaner eingeholt und letztlich überholt wurde.
Die japanischen Marineflieger hatten nach der Schlacht um Midway, in der sie vier große Flottenflugzeugträger samt einem Großteil der Besatzungen verloren, kaum noch erfahrene Piloten zur Verfügung. Die hastig ausgebildeten jungen Piloten konnten sie nicht ersetzen, zumal man auf Grund permanenten Treibstoffmangels auch bei den Ausbildungsprogrammen gespart hatte.
Ein Großteil der abgeschossenen japanischen Flugzeuge waren Torpedobomber und Sturzkampfbomber, die nicht über die Agilität eines Jägers verfügten.